# Бакулюм

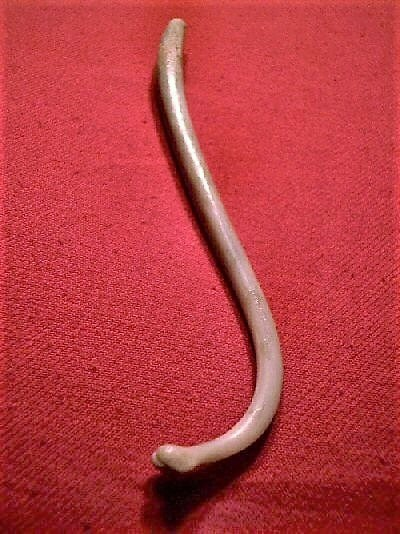
Бакулюм енота

Ба́кулюм (лат. baculum — палка, посох; также: os priapi, os penis) — кость, образовавшаяся в соединительной ткани полового члена, в разной степени развития обнаружена у 5 отрядов млекопитающих: насекомоядных, летучих мышей, грызунов, хищных и большинства приматов, за исключением некоторых мартышковых, долгопятов и человека. Так, у грызунов бакулюм полностью развит как истинная кость, в то время как у некоторых видов ластоногих он значительно редуцирован (от состояния хряща и вплоть до полного отсутствия).

## Происхождение
Бакулюм формируется над мочеиспускательным каналом из соединительной ткани, формирующей пещеристые тела. Чаще всего располагается между пещеристым телом и мочеиспускательным каналом (нередко имеет углубление или даже канал для уретры). У грызунов бакулюм, помимо прочего, содержит гемопоэтическую ткань и, таким образом, возможно, участвует в кроветворении наравне с другими органами кроветворения. Неизвестно точно, из каких эмбриональных клеток он развивается. Ряд исследователей полагает, что бакулюм не является настоящей костью, а формируется в результате отложения кальция в ткани пещеристого тела. Такой вывод был сделан ввиду отсутствия какой-либо связи бакулюма с прочим скелетом. Однако у грызунов он, по-видимому, представляет собой настоящую кость, и поскольку они сохранили массу других черт первопредка млекопитающих, есть основания полагать, что и его бакулюм был костью, а все случаи упрощения и охрящения у потомков являются этапом её редукции.
Кость в половом члене впервые появилась у животных более 95 миллионов лет назад, а у приматов — 50 миллионов лет назад. Пропал же бакулюм у людей около 1,9 млн лет назад, когда среди них начала преобладать моногамия. Учёные объясняют это исчезновением конкуренции между самцами в том виде, в каком она была у многих млекопитающих.
Эта кость обнаружена у пяти отрядов млекопитающих: насекомоядных, летучих мышей, грызунов, хищных и большинства приматов, за исключением некоторых мартышковых, долгопятов и человека. У некоторых животных бакулюм значительно редуцирован до состояния хряща.
Бакулюмы разных видов не имеют общего эволюционного происхождения, они возникали в ходе эволюции независимо друг от друга, и в некоторых случаях возникали и исчезали несколько раз.
У приматов рода Homo бакулюм исчез, предположительно, с развитием прямохождения, но неизвестно, когда именно (в какой период эволюции рода).

## Строение
Бакулюм поддерживает основание полового члена, но не является его каркасом и не держит его в постоянной эрекции. По своему строению относится к сесамоидам.
Эта кость весьма разнообразна по форме и строению. Также для некоторых видов она является важным систематическим признаком.
Он может быть как полностью развит, так и полностью редуцирован даже в пределах одного отряда (например, у некоторых рукокрылых).

### Назначение
Так как бакулюм, имеющий различную степень развития, присутствует всего лишь у 5 отрядов млекопитающих, точное его назначение в акте оплодотворения неизвестно.
Среди учёных нет единого мнения про назначение бакулюма, основные варианты:
1. облегчает проникновение при недостаточной эрекции во время полового акта[7];
2. участвует в дополнительной стимуляции самки во время совокупления для видов, у которых оплодотворение зависит от состояния самки[2].

## Баубеллюм
Баубеллюм (baubellum, os clitoridis) — гомологичная бакулюму структура, присутствующая в пещеристой ткани клитора самок. Происхождение, вероятно, аналогично происхождению бакулюма. Может быть так же, как и бакулюм, полностью развит, так и полностью редуцирован даже в пределах одного отряда (например, у некоторых рукокрылых).

## В мифологии
В фольклоре распространено поверье о том, что подобную кость можно использовать как амулет для удачи и потенции.
Некоторые исследователи Библии придерживаются точки зрения, что ветхозаветная Ева была создана не из ребра Адама, а из бакулюма. Согласно такому толкованию Библии, эта кость у человека отсутствует именно по этой причине, а след проведённой «операции» — шов промежности.